# Adetus bacillarius
Adetus bacillarius es una especie de escarabajo del género Adetus, familia Cerambycidae. Fue descrita científicamente por Bates en 1885.
Habita en Bolivia, Guatemala, Honduras, Nicaragua, Panamá y Venezuela. Los machos y las hembras miden aproximadamente 6-11,7 mm. El período de vuelo de esta especie ocurre en los meses de febrero, mayo, junio, julio, agosto y octubre.